# Шелтон, Мария
Мария Шелтон (англ. Mary Shelton; 1510/15 — 1570/71) — фрейлина при дворе короля Англии Генриха VIII Тюдора, а также его возможная любовница; сестра Мадж Шелтон. Является одним из авторов Девонширской рукописи.

## Биография
Мария родилась в промежутке между 1510 и 1515 годами в семье сэра Джона Шелтона и его супруги, Анны Шелтон, она была младшей дочерью. По матери Мария являлась двоюродной сестрой второй супруги Генриха VIII, Анны Болейн, чей отец Томас Болейн, 1-й граф Уилтшир, был родным братом леди Анны. Шелтон также приходилось кровной родственницей сестре королевы, Марии Болейн, и её брату, Джорджу, виконту Рочфорду.
Мария сочиняла стихи и однажды даже записала одну из сочинённых поэм в своём молитвеннике. Фрейлина также входила в компанию поэтов при дворе, где состояли сэр Томас Клэр, Генри Говард, граф Суррей, а также Томас Уайетт; со всеми ними Мария была связана романтическими отношениями. В эпитафии, написанной после смерти сэра Томаса, Мария была названа «возлюбленной» Клэра.
Двумя близкими подругами Марии числились леди Маргарита Дуглас, дочь королевы Маргариты Тюдор и племянница Генриха VIII, а также Мэри Говард, герцогиня Ричмонд, жена внебрачного сына короля, Генри Фицроя. Мария была главным редактором и одним из авторов знаменитой Девонширской рукописи, в которой члены их «поэтического круга» писали стихи, которыми они наслаждались или сочиняли самостоятельно.
Отец Марии, Джон Шелтон (1472 — 21 декабря 1539) был сыном Ральфа Шелтона и Маргарет Клэр. Стал рыцарем в 1509 году; за четыре года до этого занимал пост старшего шерифа. Мария Шелтон была одной из десяти детей в семье.
Мария была замужем три раза. После смерти своего первого супруга, Томаса Клэра, она вышла замуж за одного из своих двоюродных братьев, — Энтони Хэвэнингема из Кеттерингема. В этом браке она родила семерых детей: Артура, Джона, Эбигейл, Бриджит, Элизабет, Мэри и Энн. Другой её сын, Энтони, умер 22 ноября 1557 года. Последним супругом Шелтон стал Филипп Эппльярд.

## Любовница короля
Марию и её сестру Мадж (Маргарет) называют предполагаемыми любовницами короля Генриха VIII. Благодаря сведениям посла Эсташа Шапюи, постоянно пребывающего при английском дворе, доподлинно известно, что одна из сестёр Шелтон в действительности была возлюбленной короля в шестимесячный период, начиная с февраля 1535 года. Биограф Энтони Фрэйзер считает, что это была Маргарет, а не Мария, в то время, как большинство современников называют «королевской фавориткой» именно Марию. Путаница могла возникнуть из-за написания имени «Мадж Шелтон», где «y» напоминала «g», что характерно для письменности шестнадцатого века.
Мария была придворной дамой Анны Болейн, однако не слишком хорошо с ней ладила, несмотря на то, что они приходились друг другу двоюродными сёстрами; по словам Харта «…это означало, что несмотря на кровное родство, их семьи не были союзниками, — не все Болейны поддерживали королеву Анну». Анна Болейн, как говорили, была глубоко влюблена в Генриха, и ревновала его к другим женщинам. Мария, известная большим вкладом, внесённым в написание Девонширской рукописи, также являлась автором многих стихотворений о любви; королева Анна была особенно ревнива из-за того факта, что Мария могла писать любовные стихи о её муже, короле. На это обстоятельство ещё повлияли красота и талант Шелтон: образованные, придворные друзья фрейлины также оказывали на неё большое влияние. По утверждениям одного из историков, «слухи дважды связывали имя Марии с королём». Другой слух о том, что Мадж Шелтон якобы могла стать женой Генриха в 1538 году, упоминается в «The Lisle Letters».
Поскольку нет точных сведений о дате рождения Марии, вполне возможно, ей могло быть пятнадцать лет, когда она начала отношения с королём. Их роман был недолгим и длился около шести месяцев. Мария также, вероятно, была довольна своим положением любовницы и не стремилась к получению богатства или титула.

## Браки и дети
В 1539 году Шелтоны столкнулись с финансовыми проблемами, когда отец Марии, сэр Джон, умер в возрасте шестидесяти двух лет и оставил семью практически без средств к существованию. Беспомощная Мария была вынуждена уйти в монастырь. Вернувшись домой, она продолжила свою давнюю связь с Томасом Клэром, который умер вскоре после их свадьбы, оставив в наследство Марии свои земли.
Спустя год Мария вновь вышла замуж за своего родственника, сэра Энтони Хэвэнингема, от которого у неё было пятеро детей, в том числе Артур и младшая дочь Эбигейл (жена сэра Джорджа Дигби из Уорикшира, который служил при королеве Елизавете I).
Мария подозревалась в участии в заговоре графа Суррея Генри Говарда, заключавшегося в попытке захвата власти в стране и реставрации католичества (по фальшивому обвинению Сеймура). По этому вопросу проводилось расследование Тайного Совета, признавшего невиновность Шелтон.
Позднее, в 1558 году, Мария вышла замуж в третий раз за Филиппа Эппльярда (род. 1528).

## Смерть
Мария Шелтон была похоронена на кладбище церкви Хэвэнингем, графства Суффолк, 8 января 1571 года. Её вероятный портрет работы художника Ганса Гольбейна находится в коллекции Виндзорского дворца.

## Память
Мария Шелтон стала персонажем романов Хилари Мантел «Вулфхолл» и «Введите обвиняемых».